# Türnach
Die Türnach ist ein kleiner Gebirgsstock der südlichsten Ybbstaler Alpen (Lassingalpen), am Mittellauf der Salza in der Steiermark unweit Mariazell. Das Massiv kulminiert im Hochtürnach mit 1770 m ü. A.

## Umgrenzung und Nachbargruppen
Das Massiv umgrenzt sich nach der  Gebirgsgruppengliederung für das österreichische Höhlenverzeichnis von Trimmel, wo es die Nummer 1811 hat, folgendermaßen:
- im Nordwesten und Norden: Bärenbach (Bärnbach) von der Salza (Brücke 632 m) bis etwas südlich des Bär[e]nbachsattels auf etwa 1305 m – abwärts zum Hinterrotmoos zur Kräuterin (Trimmel Nr. 1812)
- im Osten Radmerbach bis zur Mündung (ca. 670 m) in die Salza bei Weichselboden zu den Zellerhüten (Nr. 1813)
- im Süden Salza abwärts bis zum Bärenbach zum Hochschwab (Trimmel Nr. 1744)

## Gipfel
Das Wort Türnach bedeutet „Getürm“ im Sinne einer Ansammlung von Felstürmen. Am langgezogenen Hauptkamm liegen vom West nach Ost:
- Bärnstein 995 m
- Guckkogel 1559 m
- Hochtürnach 1770 m
- Ameiskogel 1471 m
- gegen Norden, zum Rotmoos hin, endet der Grat in der Bockmauer

Nach Süden zweigt der Prescenyriegel zum Kraftwerk Prescenyklause der Salza hin ab, nach Norden der Brunnriegel.

## Geologie
Der Stock besteht aus dem Steinalm-Wettersteinkalk aus dem Anis der Mitteltrias vor etwa 240 Mio. Jahren, die sich auch über die Salza nach Südwesten in die Riegerin fortsetzen. Die Basis bilden Werfener Schichten, Schiefer und Kalke aus dem Untertrias, diese bilden die älteste Einheit der Nördlichen Kalkalpen. Tektonisch gehört die Türnach der Mürzalpen-Decke (Juvavikum) an.